# Joe Keery
Joseph Keery, dit Joe Keery, est un acteur et musicien américain, né le 24 avril 1992 à Newburyport dans le Massachusetts. Il utilise également le pseudonyme Djo pour ses activités musicales.

## Biographie

### Famille et études
Joseph David Keery naît le 24 avril 1992 à Newburyport, Massachusetts. Son père, Thomas, est architecte et sa mère, Laura, est professeure d'anglais. Il a une sœur aînée, Caroline, et trois autres plus jeunes, Lizzy, Emma et Kate.
Il entre au Theater in the Open, un camp de spectacle vivant dans le Maudslay State Park (en). Il étudie ensuite à l'Université DePaul dont il sort diplômé en 2014.

### Vie privée
En couple à partir d'octobre 2017 avec l'actrice Maika Monroe, ils se séparent en 2023.

### Carrière

#### Cinéma et télévision
Joe Keery débute en apparaissant dans des spots publicitaires pour différentes marques : KFC, Domino's Pizza.
En 2015, il obtient des rôles dans les séries Chicago Fire, Sirens et Empire. La même année, il joue pour la première fois dans un long métrage, Henry Gamble's Birthday Party de Stephen Cone.
En 2016, il joue également dans The Charnel House de Craig Moss. L'année suivante, il tient un petit rôle dans Le Grand Jeu réalisé par Aaron Sorkin
À partir de 2016, il obtient un rôle dans Stranger Things, série télévisée créée par Matt et Ross Duffer. Initialement auditionné pour le rôle de Jonathan Byers, il obtient finalement celui de Steve Harrington, personnage récurrent de la saison 1, puis un des personnages principaux depuis la deuxième saison.
En 2020, il obtient le rôle principal dans la comédie horrifique Spree réalisée par Eugene Kotlyarenko. Il y joue Kurt Kunkle (alias Kurtsworld96), un psychopathe prêt à tout, cherchant la gloire sur les réseaux sociaux.
En 2021, il tient un petit rôle dans Free Guy de Shawn Levy avec Jodie Comer et Ryan Reynolds.

### Musique
Joe Keery est l'un des guitaristes de Post Animal, un groupe auto-produit de rock psychédélique de Chicago. Leur premier EP, Post Animal Perform the Most Curious Water Activities, sort en octobre 2015, suivi d'un deuxième en juillet 2016, The Garden Series. En raison du succès de Stranger Things et pour ne pas imposer sa propre notoriété aux autres membres du groupe, Keery quitte le groupe avant la sortie du premier album en 20 avril 2018, When I think of you in a castle. 
En parallèle de sa carrière d'acteur, Keery poursuit son activité musicale avec des projets solo. 
En 2014 Joe Keery signe par ailleurs des morceaux sous le pseudonyme de « Cool Cool Cool ».
En juillet 2019, il sort le single Roddy, puis Chateau (Feel Alright) et Mortal Projections. Ces titres sont signés sous le nom de scène de « Djo », toutes les musiques sont produites et écrites par lui-même. Après la sortie de ces trois singles, Joe Keery annonce la sortie de son album sur Instagram le 30 août 2019. Intitulé Twenty Twenty, il sort le 13 septembre 2019, quelques semaines plus tard. Son second album, Decide, sort le 16 septembre 2022.
En 2024, son morceau End of Beginning tirée de son album Decide connaît un succès viral sur Tiktok et entre pour la première fois dans le UK Official Singles Chart Top 100 en février 2024. Par ailleurs, il gagne plus de 25 millions d'auditeurs sur la plateforme de streaming Spotify en seulement 2 mois. 

## Filmographie

### Cinéma

#### Longs métrages
- 2015 : Henry Gamble's Birthday Party de Stephen Cone : Gabe
- 2016 : The Charnel House de Craig Moss : Scott
- 2017 : Le Grand Jeu (Molly's Game) d'Aaron Sorkin : Cole
- 2018 : Slice d'Austin Vesely : Jackson
- 2018 : After Everything de Hannah Marks et Joey Power : Chris
- 2020 : Mort à 2020 (Death to 2020) d'Al Campbell et Alice Mathias : Duke Goolies
- 2020 : Spree d'Eugene Kotlyarenko : Kurt Kunkle
- 2021 : Free Guy de Shawn Levy : Walters "Keys" McKey
- 2023 : Finalmente l'alba de Saverio Costanzo : Sean Lockwood
- 2024 : Marmalade de Keir O'Donnell : Baron

#### Court métrage
- 2019 : How to Be Alone de Kate Trefry : Jack

### Télévision

#### Séries télévisées
- 2015 : Sirens : Scenester
- 2015 : Empire : Tony Trichter III
- 2015 : Chicago Fire : Emmett
- 2016 - présent : Stranger Things : Steve Harrington
- 2019-2021 : No Activity : Officier Reinhardt
- 2023 : Fargo : Gator Tillman

### Jeux vidéo
- 2016 : Dead By Daylight : Steve Harrington

## Discographie

### Post Animal

#### Albums
- 2018 : When I Think of You in a Castle

#### EPs
- 2015 : Post Animal Perform the Most Curious Water Activities
- 2016 : The Garden Series
- 2025 : Iron

### Carrière solo

#### Albums
- 2019 : Twenty Twenty
- 2022 : Decide
- 2025 : The Crux